# Anna Kurnikova
Anna Sergeevna Kurnikova (in russo Анна Сергеевна Курникова?; Mosca, 7 giugno 1981) è un'ex tennista russa con cittadinanza statunitense.
Nota per essere stata la prima delle grandi tenniste russe, divenne famosa grazie alla semifinale raggiunta al Torneo di Wimbledon 1997 all'età di 16 anni. Pur non avendo vinto alcun titolo in singolare (giunse per quattro volte in finale ma fu sempre sconfitta), nel novembre del 2000 raggiunse l'8ª posizione del ranking WTA. Fu invece un'ottima doppista, vincendo 16 titoli WTA tra cui due tornei del Grande Slam (Australian Open 1999 e 2002) e due Masters di fine anno; raggiunse la vetta della classifica di doppio nel novembre del 1999.
A causa dei frequenti infortuni, fu costretta a ritirarsi nel 2003 a soli 22 anni. Ha lavorato con successo anche come modella, iniziando a fare servizi fotografici a 16 anni quando debuttò agli US Open. Fu per lungo tempo un'icona della società e molti russi si avvicinarono al tennis grazie alle sue doti.

## Biografia
Nata a Mosca, nell'allora Unione Sovietica, da Alla e Sergej Kurnikov, iniziò a giocare a tennis a 5 anni; emigrò con la famiglia negli Stati Uniti quando aveva 10 anni.
Attualmente vive a Miami, in Florida. Nel 2010 ha ottenuto la cittadinanza statunitense.
Dal 2001 ha una relazione con il cantante Enrique Iglesias. La coppia ha due gemelli, nati il 16 dicembre 2017, e una terza figlia nata il 30 gennaio 2020.

## Carriera tennistica
All'età di 10 anni lasciò Mosca per allenarsi nella Nick Bollettieri Tennis Academy del famoso coach Nick Bollettieri in Florida.
All'età di 13 e 14 anni Kurnikova divenne un nome di primo piano nel tennis giovanile, vincendo alcuni tornei tra cui il Les Petits As nel 1994 e il Trofeo Bonfiglio nel 1995. Aveva solo 14 anni quando concluse il 1995 come Campionessa Europea Under 18 e Campionessa del Mondo ITF Under 18.
Kurnikova debuttò nel tennis professionistico a 14 anni, giocando per la Russia in Fed Cup, la più giovane giocatrice ad aver partecipato e vinto. All'età di 15 anni raggiunse il quarto turno degli US Open del 1996, e fu sconfitta dall'allora numero 1, Steffi Graf.
Kurnikova fece parte della delegazione russa che prese parte alle Olimpiadi di Atlanta e fu eliminata al primo turno sia in singolare che in doppio. Nel 1997, all'età di 16 anni, raggiunse le semifinali a Wimbledon, dove perse 3-6, 2-6 contro Martina Hingis, poi vincitrice del torneo. Il 1998 fu l'anno della svolta, quando entrò per la prima volta nelle prime 20 posizioni del ranking WTA e ottenne importanti vittorie contro Martina Hingis, Lindsay Davenport e Steffi Graf. Ottenne i due titoli del Grande Slam in doppio nel 1999 e nel 2002 agli Australian Open insieme alla Hingis, con cui giocò spesso a partire dal 1999.

Anna Kurnikova all'Apia International Sydney nel 2002

Kurnikova fu una giocatrice di successo nel circuito del doppio femminile, vincendo 16 tornei, tra cui i due Australian Open, arrivando in finale nel doppio misto agli US Open e a Wimbledon, raggiungendo la prima posizione nella classifica mondiale WTA. Il suo bilancio di fine carriera in doppio è di 200 vittorie e 71 sconfitte. In compenso, in singolare la sua carriera raggiunse il picco nel 1999-2000. Per la maggior parte del tempo navigò tra la decima e quindicesima posizione della graduatoria mondiale pur non vincendo tornei: la migliore posizione ottenuta fu l'ottava, raggiunta il 20 novembre del 2000 e raggiunse 4 finali su 130 tornei ma nessuna nel Grande Slam. Come giocatrice, Kurnikova era nota per la velocità di corsa, il gioco aggressivo da fondo campo e gli eccellenti angoli e drop shot; in compenso, i suoi passanti bassi e molto rischiosi tesero a produrre molti errori e il servizio era a volte inaffidabile in singolare. Il suo risultato in singolare è di 209 vittorie e 129 sconfitte.
Nel 2000, Anna Kurnikova divenne protagonista della pubblicità per i reggiseni sportivi della Berlei e fece la comparsa nella campagna pubblicitaria di successo “solo la palla dovrebbe rimbalzare”.
I suoi ultimi anni di carriera furono segnati da molti infortuni, soprattutto alla schiena, che l'allontanarono dalle vette del ranking. Kurnikova non è attiva nel Tour WTA dal 2003, ma gioca ancora match di esibizione per beneficenza.
Alla fine del 2004 partecipò a tre eventi organizzati da Elton John e dai giocatori Serena Williams ed Andy Roddick. Nel gennaio 2005 ha giocato in doppio per beneficenza a favore delle vittime del Maremoto dell'Oceano Indiano con John McEnroe, Roddick e Chris Evert.
Nel novembre 2005, insieme a Martina Hingis, giocò contro Lisa Raymond e Samantha Stosur nelle finali WTT per beneficenza. Kurnikova fa anche parte dei Sacramento Capitals nel World TeamTennis (WTT), giocando solo in doppio. Nel 2010, in coppia con Hingis, torna a giocare il doppio ad invito al Torneo di Wimbledon.

## Statistiche

### Singolare

#### Sconfitte (4)
| Legenda               |
| Grand Slam (0)        |
| WTA Championships (0) |
| Tier I (0)            |
| Tier II (3)           |
| Tier III (0)          |
| Tier IV(1)            |

| No. | Data              | Torneo                                | Superficie     | Compagna | Avversario in finale | Punteggio     |
| 1.  | 29 marzo 1998     | Lipton Championships, Miami           | Cemento        |          | Venus Williams       | 6-2, 4-6, 1-6 |
| 2.  | 4 aprile 1999     | Family Circle Cup, Hilton Head Island | Terra verde    |          | Martina Hingis       | 3-6, 4-6      |
| 3.  | 29 ottobre 2000   | Kremlin Cup, Mosca                    | Cemento indoor |          | Martina Hingis       | 1-6, 3-6      |
| 4.  | 15 settembre 2002 | China Open, Shanghai                  | Cemento        |          | Anna Smashnova       | 2-6, 3-6      |

### Doppio

#### Vittorie (16)
| Legenda: Prima del 2009 |
| ----------------------- |
| Grande Slam (2)         |
| Ori Olimpici (0)        |
| WTA Championships (2)   |
| Tier I (4)              |
| Tier II (6)             |
| Tier III (1)            |
| Tier IV & V (1)         |

| No. | Data            | Torneo                                            | Superficie       | Compagna       | Avversarie in finale                       | Punteggio        |
| 1.  | settembre 1998  | Toyota Princess Cup, Tokyo                        | Cemento          | Monica Seles   | Mary Joe Fernández Arantxa Sánchez Vicario | 6-4, 6-4         |
| 2.  | 31 gennaio 1999 | Australian Open, Melbourne                        | Cemento          | Martina Hingis | Lindsay Davenport Nataša Zvereva           | 7-5, 6-3         |
| 3.  | marzo 1999      | Pacific Life Open, Indian Wells                   | Cemento          | Martina Hingis | Mary Joe Fernández Jana Novotná            | 6-2, 6-2         |
| 4.  | maggio 1999     | Internazionali BNL d'Italia, Roma                 | Terra rossa      | Martina Hingis | Alexandra Fusai Nathalie Tauziat           | 6-2, 6-2         |
| 5.  | giugno 1999     | International Women's Open, Eastbourne            | Erba             | Martina Hingis | Jana Novotná Nataša Zvereva                | 6-4, ritirate    |
| 6.  | novembre 1999   | WTA Tour Championships, New York                  | Sintetico indoor | Martina Hingis | Larisa Neiland Arantxa Sánchez Vicario     | 6-4, 6-4         |
| 7.  | gennaio 2000    | Australian Women's Hardcourt, Gold Coast          | Cemento          | Julie Halard   | Sabine Appelmans Rita Grande               | 6-3, 6-0         |
| 8.  | maggio 2000     | Hamburg Masters, Amburgo                          | Terra rossa      | Nataša Zvereva | Nicole Arendt Manon Bollegraf              | (5)6-7, 6-2, 6-4 |
| 9.  | ottobre 2000    | Porsche Tennis Grand Prix, Filderstadt            | Cemento indoor   | Martina Hingis | Nicole Arendt Manon Bollegraf              | (5)6-7, 6-2, 6-4 |
| 10. | ottobre 2000    | Zürich Open, Zurigo                               | Sintetico indoor | Martina Hingis | Kimberly Po Anne-Gaëlle Sidot              | 6-3, 6-4         |
| 11. | novembre 2000   | Advanta Championships of Philadelphia, Filadelfia | Sintetico indoor | Martina Hingis | Lisa Raymond Rennae Stubbs                 | 6-2, 7-5         |
| 12. | novembre 2000   | WTA Tour Championships, New York                  | Sintetico indoor | Martina Hingis | Nicole Arendt Manon Bollegraf              | 6-2, 6-3         |
| 13. | gennaio 2001    | Medibank International Sydney, Sydney             | Cemento          | Barbara Schett | Lisa Raymond Rennae Stubbs                 | 6-2, 7-5         |
| 14. | ottobre 2001    | Kremlin Cup, Mosca                                | Sintetico indoor | Martina Hingis | Elena Dement'eva Lina Krasnoruckaja        | 7-6(1), 6-3      |
| 15. | gennaio 2002    | Australian Open, Melbourne                        | Cemento          | Martina Hingis | Daniela Hantuchová Arantxa Sánchez Vicario | 6-2, 6(4)-7, 6-1 |
| 16. | ottobre 2001    | China Open, Shanghai                              | Cemento          | Janet Lee      | Ai Sugiyama Rika Fujiwara                  | 7-6(1), 6-3      |

#### Sconfitte (12)
| No. | Data           | Torneo                                 | Superficie  | Compagna                | Avversario in finale                      | Punteggio           |
| 1.  | settembre 1995 | Moscow Ladies Open, Mosca              | Sintetico   | Aleksandra Olsza        | Meredith McGrath Larisa Savchenko-Neiland | 0–6, 1–6            |
| 2.  | febbraio 1998  | Open Gaz de France, Parigi             | Cemento     | Larisa Neiland          | Sabine Appelmans Miriam Oremans           | 6–1, 3–6, 7–6(3)    |
| 3.  | marzo 1998     | Generali Ladies Linz, Linz             | Cemento     | Larisa Neiland          | Alexandra Fusai Nathalie Tauziat          | 3–6, 6–3, 4–6       |
| 4.  | ottobre 1998   | Porsche Tennis Grand Prix, Filderstadt | Cemento     | Arantxa Sánchez Vicario | Lindsay Davenport Natasha Zvereva         | 4–6, 2–6            |
| 5.  | giugno 1999    | Open di Francia, Parigi                | Terra rossa | Martina Hingis          | Serena Williams Venus Williams            | 3–6, 7–6(2), 6–8    |
| 6.  | agosto 1999    | Bank of the West Classic, Stanford     | Cemento     | Elena Likhovtseva       | Lindsay Davenport Corina Morariu          | 4–6, 4–6            |
| 7.  | marzo 2000     | Indian Wells Masters, Indian Wells     | Cemento     | Natasha Zvereva         | Lindsay Davenport Corina Morariu          | 2–6, 3–6            |
| 8.  | agosto 2000    | Acura Classic, San Diego               | Cemento     | Lindsay Davenport       | Lisa Raymond Rennae Stubbs                | 6–4, 3–6, 6(6)–7    |
| 9.  | ottobre 2000   | Kremlin Cup, Mosca                     | Sintetico   | Martina Hingis          | Julie Halard-Decugis Ai Sugiyama          | 6–4, 4–6, 6(5)–7    |
| 10. | febbraio 2001  | Toray Pan Pacific Open, Tokyo          | Sintetico   | Iroda Tulyaganova       | Lisa Raymond Rennae Stubbs                | 6(5)–7, 6–2, 6(6)–7 |
| 11. | agosto 2001    | Acura Classic, San Diego (2)           | Cemento     | Martina Hingis          | Cara Black Elena Likhovtseva              | 4–6, 6–1, 4–6       |
| 12. | gennaio 2002   | Medibank International Sydney, Sydney  | Cemento     | Martina Hingis          | Lisa Raymond Rennae Stubbs                | Ritirate            |

## Risultati in progressione
| Sigla | Risultato               |
| ----- | ----------------------- |
| V     | Vincitore               |
| F     | Finalista               |
| SF    | Semifinalista           |
| O     | Oro olimpico            |
| A     | Argento olimpico        |
| SF    | Bronzo olimpico         |
| QF    | Quarti di Finale        |
| 4T    | Quarto turno            |
| 3T    | Terzo turno             |
| 2T    | Secondo turno           |
| 1T    | Primo turno             |
| RR    | Round Robin             |
| LQ    | Turno di qualificazione |
| A     | Assente                 |
| ND    | Non disputato           |

| Legenda superfici    |
| -------------------- |
| Cemento              |
| Terra battuta        |
| Erba                 |
| Superficie variabile |

### Singolare
| Torneo                      | 1996 | 1997 | 1998 | 1999 | 2000 | 2001 | 2002 | 2003 | 2004 | 2005 | 2006 | 2007 | V-P   |
| --------------------------- | ---- | ---- | ---- | ---- | ---- | ---- | ---- | ---- | ---- | ---- | ---- | ---- | ----- |
| Australian Open             | A    | 1T   | 3T   | 4T   | 4T   | QF   | 1T   | 2T   | A    | A    | A    | A    |       |
| Open di Francia             | A    | 3T   | 4T   | 4T   | 2T   | A    | 1T   | A    | A    | A    | A    | A    |       |
| Wimbledon                   | A    | SF   | A    | 4T   | 2T   | A    | 1T   | A    | A    | A    | A    | A    |       |
| US Open                     | 4T   | 2T   | 4T   | A    | 3T   | A    | 1T   | A    | A    | A    | A    | A    |       |
| Vinte-Perse nel Grande Slam | 3-1  | 8-4  | 9-3  | 12-4 | 7-4  | 4-1  | 1-4  | 1-1  |      |      |      |      | 44-22 |
| Ranking a fine anno         | 57   | 32   | 13   | 12   | 8    | 74   | 35   | 305  |      |      |      |      |       |

#### Doppio nei tornei del Grande Slam
| Torneo          | 1996 | 1997 | 1998 | 1999 | 2000 | 2001 | 2002 | 2003 | 2004 | 2005 | 2006 | 2007 |
| --------------- | ---- | ---- | ---- | ---- | ---- | ---- | ---- | ---- | ---- | ---- | ---- | ---- |
| Australian Open | A    | 1T   | 2T   | V    | SF   | QF   | V    | 3T   | A    | A    | A    | A    |
| Open di Francia | A    | 3T   | SF   | F    | 3T   | A    | A    | A    | A    | A    | A    | A    |
| Wimbledon       | A    | 2T   | A    | A    | SF   | A    | SF   | A    | A    | A    | A    | A    |
| US Open         | QF   | 3T   | 2T   | A    | 2T   | A    | QF   | A    | A    | A    | A    | A    |

#### Doppio misto nei tornei del Grande Slam
| Torneo          | 1996 | 1997 | 1998 | 1999 | 2000 | 2001 | 2002 | 2003 | 2004 | 2005 | 2006 | 2007 |
| --------------- | ---- | ---- | ---- | ---- | ---- | ---- | ---- | ---- | ---- | ---- | ---- | ---- |
| Australian Open | A    | SF   | 2T   | 1T   | SF   | 1T   | A    | 2T   | A    | A    | A    | A    |
| Open di Francia | A    | QF   | 2T   | A    | A    | A    | A    | A    | A    | A    | A    | A    |
| Wimbledon       | A    | 2T   | A    | F    | 1T   | A    | QF   | A    | A    | A    | A    | A    |
| US Open         | A    | 2T   | A    | A    | F    | A    | A    | A    | A    | A    | A    | A    |

## Vittorie contro giocatrici Top 10
| Stagione | 1997 | 1998 | 1999 | 2000 | Totale |
| Vittorie | 3    | 6    | 2    | 5    | 16     |

| #    | Giocatrice                  | Ranking | Evento                                     | Superficie    | Turno | Punteggio     | Rank. AKR |
| ---- | --------------------------- | ------- | ------------------------------------------ | ------------- | ----- | ------------- | --------- |
| 1997 |                             |         |                                            |               |       |               |           |
| 1.   | Arantxa Sánchez Vicario (1) | 6       | WTA German Open, Berlino                   | Terra rossa   | 3T    | 3-6, 6-0, 6-3 | 56        |
| 2.   | Anke Huber                  | 10      | Torneo di Wimbledon, Londra                | Erba          | 3T    | 3-6, 6-4, 6-4 | 42        |
| 3.   | Iva Majoli                  | 5       | Torneo di Wimbledon, Londra                | Erba          | QF    | 7-6(1), 6-4   | 42        |
| 1998 |                             |         |                                            |               |       |               |           |
| 4.   | Monica Seles                | 4       | Lipton Championships, Miami                | Cemento       | 3T    | 7-5, 6-4      | 25        |
| 5.   | Conchita Martínez (1)       | 9       | Lipton Championships, Miami                | Cemento       | 4T    | 6-3, 6-0      | 25        |
| 6.   | Lindsay Davenport (1)       | 2       | Lipton Championships, Miami                | Cemento       | QF    | 6-4, 2-6, 6-2 | 25        |
| 7.   | Arantxa Sánchez Vicario (2) | 8       | Lipton Championships, Miami                | Cemento       | SF    | 3-6, 6-1, 6-3 | 25        |
| 8.   | Arantxa Sánchez Vicario (3) | 5       | WTA German Open, Berlino                   | Terra rossa   | 3T    | 6-4, 6-2      | 16        |
| 9.   | Martina Hingis              | 1       | WTA German Open, Berlino                   | Terra rossa   | QF    | 6-3, 7-6(5)   | 16        |
| 1999 |                             |         |                                            |               |       |               |           |
| 10.  | Lindsay Davenport (2)       | 2       | Bausch & Lomb Championships, Amelia Island | Terra verde   | 3T    | 6-4, 6-1      | 16        |
| 11.  | Patty Schnyder              | 10      | Bausch & Lomb Championships, Amelia Island | Terra verde   | QF    | 6-0, 6-2      | 16        |
| 2000 |                             |         |                                            |               |       |               |           |
| 12.  | Sandrine Testud             | 10      | Torneo di Wimbledon, Londra                | Erba          | 1T    | 7-5, 5-7, 6-4 | 19        |
| 13.  | Lindsay Davenport (3)       | 2       | Acura Classic, San Diego                   | Cemento       | 2T    | 2-6, 6-4, 7-5 | 18        |
| 14.  | Nathalie Tauziat (1)        | 8       | Acura Classic, San Diego                   | Cemento       | QF    | 2-6, 6-4, 7-5 | 18        |
| 15.  | Nathalie Tauziat (2)        | 7       | Kremlin Cup, Mosca                         | Sintetico (i) | SF    | 6-2, 6-1      | 11        |
| 16.  | Conchita Martínez (2)       | 5       | WTA Tour Championships, New York           | Sintetico (i) | QF    | 6-4, 6-0      | 10        |

## Filmografia

### Attrice

#### Cinema
- Io, me & Irene (Me, Myself & Irene), regia di Peter e Bobby Farrelly (2000)

#### Videoclip
- Escape di Enrique Iglesias (2001)

## Curiosità

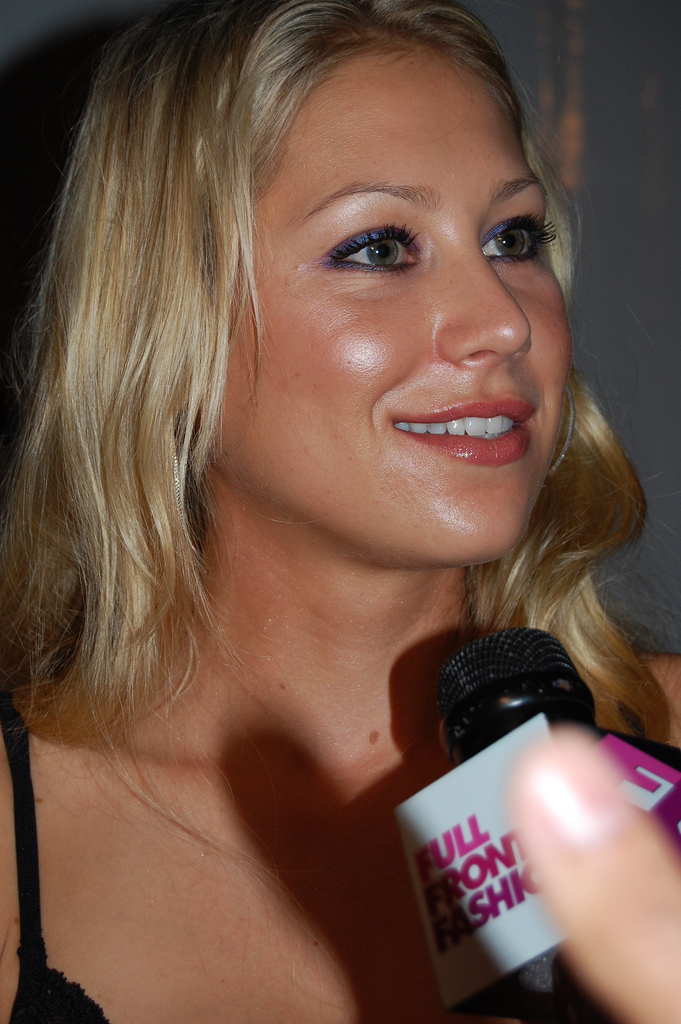
Anna Kurnikova nel 2008

- Nel poker Texas hold 'em il nome Kurnikova è usato per indicare quando un giocatore ha tra le mani asso (A) e re (K). Sebbene il riferimento siano chiaramente le iniziali comuni (delle carte e della tennista, AK), ironicamente si paragona questa combinazione alla tennista, sostenendo che è bella ma non vince.[5][6]
- La rete tv ESPN, in un sondaggio del 2004, ha posizionato Anna Kurnikova al 18º posto tra le “25 maggiori sportive non vincenti degli ultimi 25 anni”.[7]
- Anna Kurnikova fu nominata tra le 50 persone più belle della rivista People nel 1998, 2000, 2002, e 2003 ed è stata votata “hottest female athlete” e “hottest couple” (con Enrique Iglesias) sul sito ESPN.com. Nel 2002 ha raggiunto il primo posto tra le 100 donne più sexy del mondo della rivista FHM nelle edizioni statunitensi e britanniche.